# Сивогърда еления
Сивогърдата еления (Elaenia spectabilis) е вид птица от семейство Tyrannidae.

## Разпространение
Видът е разпространен в Аржентина, Боливия, Бразилия, Еквадор, Колумбия, Парагвай, Перу и Уругвай.